# Černé Budy
Černé Budy jsou část města Sázavy na pravém břehu řeky Sázavy. Nachází se zde Sázavský klášter s kostelem svatého Prokopa. V této části města je také Voskovcova vila a vstup na Čertovu brázdu.

## Historie
První písemná zmínka o vesnici pochází z roku 1053.
Název Černé Budy je mezi lidmi odvozovaný od bud osadníků při klášteře, které časem zčernaly. Název je zřejmě pozdní, do 16. století nebyl znám. V roce 1526 je v zemských deskách poprvé zapsána ves Budy. Byla samostatnou vsí až do počátku II. světové války.

## Pamětihodnosti

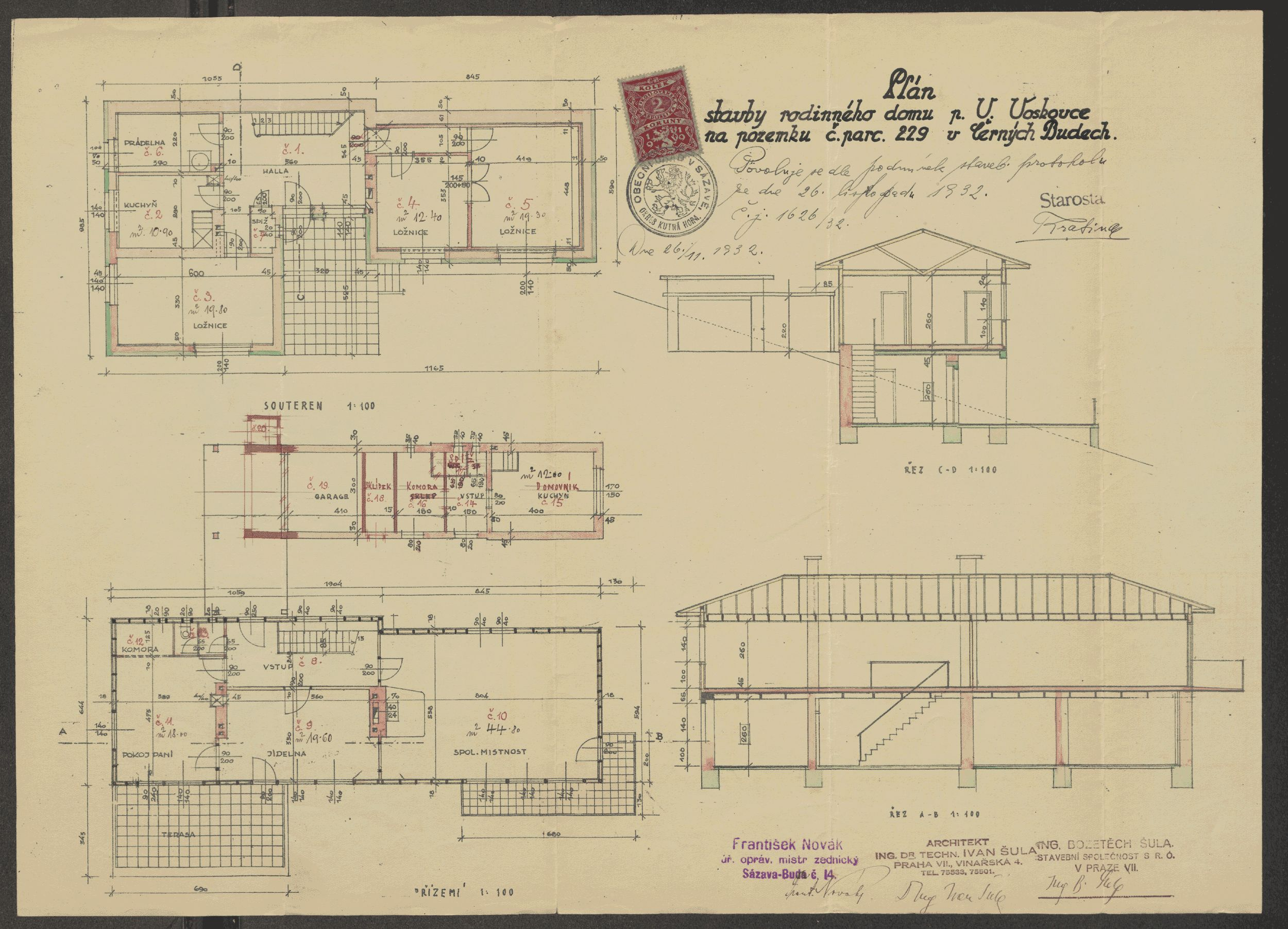
Stavební dokumentace k domu Jiřího Voskovce v Černých Budách. (SOkA Kutná Hora)

- Sázavský klášter s vodním mlýnem a pivovarem
- Kaple svaté Anny u hřbitovní zdi
- Kaplička svatého Prokopa se nachází při silnici do Radvanic
- archeologické stopy Mohylník U Mělníka najdeme jihozápadně od vsi
- Venkovský dům čp. 36[4]